# Ella Jonas-Stockhausen

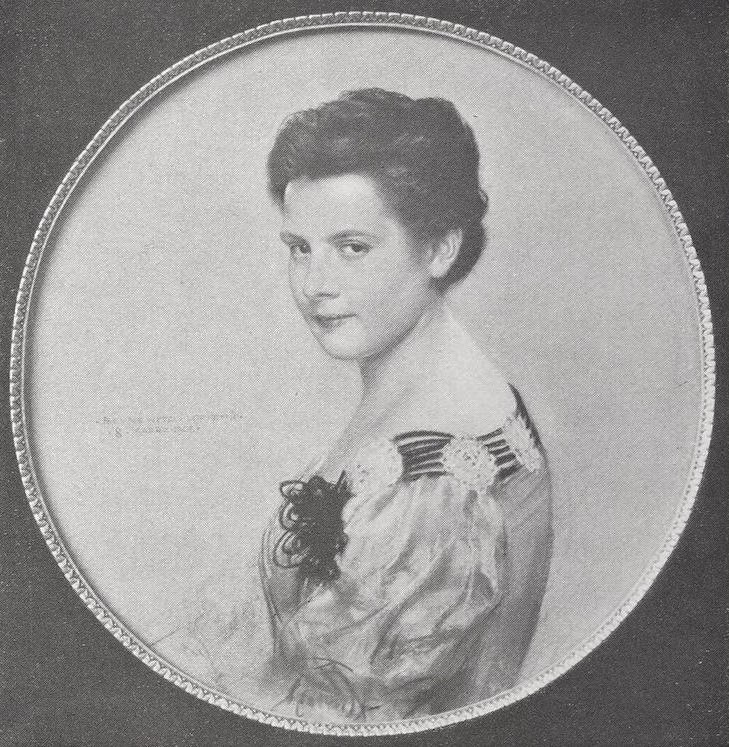
Karl Bennewitz von Loefen der Jüngere – Bildnis der Pianistin Ella Jonas, 1905

Ella Jonas-Stockhausen (auch: Ella Jonas, Ella Stockhausen) (* 1. Oktober 1883 in Dortmund; † 6. Februar 1967 in Berlin) war eine deutsche Pianistin und Musikpädagogin.

## Leben
Ab etwa 1900 studierte Ellas Jonas-Stockhausen Klavier bei dem Pianisten und Musikpädagogen Wilhelm Bopp an der 1899 gegründeten Großherzoglichen Hochschule für Musik in Mannheim, später studierte sie in Berlin, wahrscheinlich am Stern’schen Konservatorium.
Nach ihrem Studium 1904/05 begann sie ihre Karriere als Konzertpianistin und gesuchte Kammermusikpartnerin, sie debütierte am 20. Januar 1905 mit dem Berliner Philharmonischen Orchester unter der Leitung von August Scharrer mit dem 1. Klavierkonzert von Peter I. Tschaikowsky sowie mit dem Klavierkonzert E-Dur op. 12 von Eugène d’Albert.
Spätestens ab 1907 arbeitete sie als Klavierpädagogin an dem Klindworth-Scharwenka-Konservatorium in Berlin. Um 1911 gründete sie ein Klaviertrio, das bis ca. 1929 existierte, zur Besetzung gehörten die Geigerin Pálma von Pászthory, später durch Edith von Voigtländer ersetzt, und die Cellistin Eugenie Stoltz-Premyslav bzw. Lotte Hegyesi.
Ella Jonas-Stockhausen wurde während der NS-Zeit aufgrund ihrer jüdischen Herkunft verfolgt und überlebte diese Zeit in Berlin. Ihre letzte nachweisbare Adresse in Berlin (Wilmersdorf) lautete Duisburger Str. 4. Dort lebte sie seit 1918 mit ihrem Ehemann, dem Chemiker Ferdinand Stockhausen (1875–1950), einem Bruder Hans Stockhausens. 1935 erhielt sie aufgrund der Nürnberger Rassengesetze Auftrittsverbot durch die Reichsmusikkammer. Die umfangreiche Kunstsammlung ihres Mannes, die er gezwungenermaßen testamentarisch Herman Göring überließ, rettete ihr so das Leben und bewahrte sie vor dem KZ – sie überlebte zurückgezogen in ihrer Berliner Wohnung. 1943 wurde die Kunstsammlung nach Schlesien gebracht, um sie vor Bombardierungen zu schützen und gilt heute als verschollen. 1947 nahm Ella Jonas-Stockhausen ihre Konzerttätigkeit u. a. beim RIAS und beim Nordwestdeutschen Rundfunk wieder auf.
Es existieren mehrere Aufnahmen auf Welte-Mignon-Rollen von Ella Jonas-Stockhausen, u. a. Valse e-Moll, op. post. von Frédéric Chopin (Welte-Mignon Nr. 858), das Notturno aus den Lyrischen Stücken, op. 54 Nr. 4 von Edvard Grieg (Welte-Mignon Nr. 855) oder das „Lied ohne Worte“ in D-Dur, op. 36 Nr. 5 von Felix Mendelssohn Bartholdy (Welte-Mignon Nr. 857).